# فرنسيسكو خافيير سانشيز جارا
فرنسيسكو خافيير سانشيز جارا (بالإسبانية: Francisco Javier Sánchez Jara) هو لاعب كرة قدم إسباني في مركز الدفاع، ولد في 16 سبتمبر 1969 في Almacelles ‏ في إسبانيا. شارك مع منتخب كاتالونيا لكرة القدم. أما مع النوادي، فقد لعب مع أوساسونا وريال بيتيس وريال سبورتينغ خيخون ونادي برشلونة.

## وصلات خارجية
- فرنسيسكو خافيير سانشيز جارا على موقع قاعدة بيانات كرة القدم.إي يو (الإنجليزية)
- فرنسيسكو خافيير سانشيز جارا على موقع عالم كرة القدم.نت (الإنجليزية)